# Motorhead (videogioco)
Motorhead è un simulatore di guida sviluppato nel 1998 dalla svedese Digital Illusions e distribuito in Europa dalla Gremlin Interactive e negli Stati Uniti dalla Fox Interactive. 

Il videogioco è stato nominato nel 1998 per il BAFTA Interactive Entertainment Awards ed ha venduto oltre un milione di copie.

## Il gioco
Il gioco si sviluppa in un ambiente futuristico. La modalità principale è il campionato, la Transatlantic Speed League. All'inizio si gareggia su due circuiti e si possono scegliere tre auto. Se al termine delle due gare si è totalizzato un punteggio sufficiente a raggiungere le prime due posizioni della classifica si viene promossi alla Divisione 2, dove è possibile scegliere altre tre auto e vengono aggiunti altri due circuiti. Al termine del campionato gli ultimi due tornano alla Divisione 3, mentre i primi due passano alla Divisione 1, dove escono altre tre macchine sempre più potenti e altri due circuiti. Se si vince la Divisione 1 si passa alla sfida finale contro un'altra vettura in un altro tracciato. Vincendo tale sfida si ottengono entrambi.